# 克努兹·基尔克勒克
克努兹·基尔克勒克（丹麥語：Knud Kirkeløkke，1892年11月10日—1976年2月7日），丹麦男子竞技体操运动员。他曾代表丹麦获得1920年夏季奥运会体操比赛男子团体瑞典式银牌。他于1976年去世，享年83岁。